# 小川麻衣子
小川麻衣子（1986年7月26日—），日本女性漫畫家。出身於福岡縣福岡市，居住於東京都日野市。

## 人物
從小在幼稚園時對畫畫產生興趣，國中3年級則開始使用沾水筆。
高中1年級至高中2年級期間曾多次投稿漫畫至小學館的《少年Sunday》和集英社的《少年Jump》。直到大學1年級的時候，她的短篇漫畫《！》入選「少年Sunday 」。
喜歡的食物是酒、炸雞及肉類料理。並在《月刊少年Sunday》卷末提到自己在吃燒肉時經常配啤酒。
參加同人創作團體「。」別名「asaki」主要發表東方Project的同人創作。並在同人時期與現在的好友新田伊里（別名）經常一起發表創作。

## 得獎經歷
- ！（2005年7月期，入選）

## 作品列表

### 漫畫

#### 連載
- 對某飛行員的追憶。尖端出版代理。

（原作：犬村小六、插圖原案：森澤晴行，小學館《月刊少年Sunday》2009年9月號－2011年3月號，全4冊）
- 看見夢的魚（芳文社《TSUBOMI（日语：つぼみ (アンソロジー)）》11號－21號，之後因《TSUBOMI》休刊而轉至《TSUBOMI WEB》以不定期的方式繼續連載。全2冊）
- 隻身一人的地球侵略（日语：ひとりぼっちの地球侵略）（小學館《月刊少年Sunday》2012年4月號－2018年10月號，全15冊）
- 掌心創世紀（小學館《月刊少年Sunday》2020年1月號－連載中）

#### 短篇
全由小學館發行。
- ！（發表在《週刊少年Sunday S（日语：週刊少年サンデー超）》2006年1月25日號）
- （發表在《週刊少年Sunday S》2006年11月25日號）
- GREEN RAY（發表在《週刊少年Sunday S》2007年5月25日號）
- （發表在《週刊少年Sunday S》2008年1月25日號）
- （發表在《週刊少年Sunday S》2008年5月24日號）
- （發表在《月刊少年Sunday》2011年7月號）－後收錄在《對某飛行員的追憶》單行本第4冊。
- （發表在《月刊少年Sunday》2011年9月號）－後收錄在《對某飛行員的追憶》單行本第4冊。
- （發表在《月刊少年Sunday》2013年1月號）
- （發表在《月刊少年Sunday》2019年1月號）
- （發表在《月刊少年Sunday》2019年4月號）

### 電視動畫
- 向陽素描×蜂窩（第6話片尾插圖）
- 請問您今天要來點兔子嗎??（第11話片尾插圖／TOKYO MX再放送版）

## 助手
- 瀨戶三雲（日语：瀬戸ミクモ）

## 相關項目
- 新田伊里（日语：あらた伊里）（同人時期的交流好友）

## 外部連結
- 官方网站
- 小川麻衣子的pixiv